# Beretta 93R
Beretta 93R là loại súng ngắn liên thanh có thể chọn chế độ bắn, được thiết kế và sản xuất bởi công ty Fabbrica d'Armi Pietro Beretta trong những năm 1970 cho các lực lượng thi hành công vụ và quân đội sử dụng, là biến thể cải tiến của khẩu Beretta 92. Chữ "R" có nghĩa là Raffica trong tiếng Ý, có thể hiểu trong tiếng Anh là "burst", nghĩa là vũ khí bắn loạt 3 viên.

## Lịch sử
Vào thập niên 1970, làn sóng bạo động diễn ra mạnh mẽ tại Ý. Để chống lại các lực lượng gây bạo loạn này, cảnh sát Ý đã thành lập 2 đơn vị chống khủng bố Nucleo Operativo Centrale di Sicurezza (NOCS) và Gruppo di Intervento Speciale (GIS) vào năm 1978. Để chiến đấu hiệu quả trong các nhiệm vụ tấn công nhanh và cự ly gần, hai đơn vị này yêu cầu một loại vũ khí
nhỏ gọn, dễ dàng cất giấu, có hỏa lực và có tốc độ bắn nhanh. Công ty vũ khí nổi tiếng của Ý là Fabbrica d'Armi Pietro Beretta đã đáp ứng yêu cầu này. Họ đã chế tạo ra một loại súng ngắn tự động, cải tiến từ Beretta 92: Beretta 93R.

## Cơ chế
Beretta 93R có cơ chế tương tự như Beretta 92. Nó có thể bắn loạt 3 viên và bắn bán tự động. 93R được trang bị thêm tay nắm dọc ở dưới thân súng để dễ dàng kiểm soát ở chế độ 3 viên. Một báng súng làm bằng thép cũng có thể gắn dưới tay cầm súng. Beretta 93R bị xem là khó kiểm soát ở chế độ 3 viên vì có tốc độ bắn lên đến 1,100 viên trong một phút.

## Các nước sử dụng
- Honduras[2]
- Ý

## Trong văn hóa đại chúng
Một phiên bản sửa đổi của khẩu súng này được sử dụng bởi diễn viên Peter Weller trong bộ phim "Robocop" và phần tiếp theo "Robocop 2" trong những năm 1980. Trong các bộ phim, khẩu súng này thường sử dụng chế độ bắn loạt 3 viên.